# Jan Jaruntowski
Jan Andrzej Jaruntowski z Jarnut (1803 – 6. října 1891) byl rakouský politik polské národnosti z Haliče, během revolučního roku 1848 poslanec Říšského sněmu.

## Biografie
Byl polským nižším šlechticem v Haliči.
Během revolučního roku 1848 se zapojil do politického dění. Ve volbách roku 1848 byl zvolen na rakouský ústavodárný Říšský sněm. Zastupoval volební obvod Sadowiszna v Haliči. Uvádí se jako statkář. Patřil ke sněmovní pravici.
V letech 1861–1867 byl poslancem Haličského zemského sněmu.